# Przejście graniczne Sromowce Niżne-Červený Kláštor
Przejście graniczne Sromowce Niżne-Červený Kláštor – polsko-słowackie przejście graniczne na szlaku turystycznym położone w województwie małopolskim, w powiecie nowotarskim, w gminie Czorsztyn, w miejscowości Sromowce Niżne, zlikwidowane w 2007.

## Opis
15 grudnia 2005 zostało utworzone przejście graniczne na szlaku turystycznym Sromowce Niżne-Červený Kláštor, w rejonie znaku granicznego nr II/105 z miejscem odprawy po stronie polskiej w miejscowości Sromowce Niżne i po stronie słowackiej w miejscowości Červený Kláštor. Czynne cały rok. Dopuszczony był ruch pieszych, rowerzystów, narciarzy i osób korzystających z wózków inwalidzkich.
Przejście graniczne małego ruchu granicznego o tej samej nazwie zostało utworzone 1 lipca 1999, w rejonie znaku granicznego nr II/104. Czynne było w godz. 7.00–19.00 w okresie letnim (maj–październik). Dopuszczony był ruch pieszych, rowerzystów i osób korzystających z wózków inwalidzkich.
W obu przejściach granicznych doraźnie kontrolę graniczną i celną wykonywały organy Straży Granicznej.
21 grudnia 2007 na mocy układu z Schengen przejścia graniczne zostały zlikwidowane.
Na drugą stronę granicy prowadziła kładka w Sromowcach Niżnych nad rzeką Dunajec. Kładka została otwarta 12 sierpnia 2006 i do tego czasu jedyną możliwością przekroczenia granicy w tym miejscu było przepłynięcie przez rzekę.
Do przekraczania granicy państwowej z Republiką Słowacką na szlakach turystycznych uprawnieni byli obywatele następujących państw:

1. Księstwo Andory
2. Republika Austrii
3. Królestwo Belgii
4. Republika Czeska
5. Republika Grecji
6. Królestwo Danii
7. Republika Estonii
8. Republika Finlandii
9. Republika Francuska
10. Królestwo Hiszpanii
11. Królestwo Niderlandów
12. Państwo Izrael
13. Japonia
14. Republika Irlandii
15. Republika Islandii
16. Kanada
17. Księstwo Liechtensteinu
18. Wielkie Księstwo Luksemburga
19. Republika Litewska
20. Republika Łotewska
21. Księstwo Monako
22. Republika Federalna Niemiec
23. Królestwo Norwegii
24. Republika Portugalska
25. San Marino
26. Republika Słowenii
27. Stany Zjednoczone Ameryki Północnej
28. Konfederacja Szwajcarska
29. Królestwo Szwecji
30. Republika Węgierska
31. Zjednoczone Królestwo Wielkiej Brytanii i Irlandii Północnej
32. Watykan
33. Republika Włoska
34. Republika Cypryjska[6]
35. Republika Malty[6].

### Przejście graniczne z Czechosłowacją
W II RP istniało polsko-czechosłowackie przejście graniczne Szczawnica Niżna-Cervena Klaster (miejsce przejściowe po drogach ulicznych), w rejonie kamieni granicznych nr 20, 21. Był to punkt przejściowy z prawem dokonywania odpraw mieszkańców pogranicza, bez towarów w czasie i na zasadach obowiązujących urzędy celne, ustawione przy drogach kołowych. Dopuszczony był mały ruch graniczny. Przejście graniczne czynne było tak długo dopóki właściciel drogi na prawym brzegu Dunajca w Pieninach pozwolił jej używać. Przekraczanie granicy odbywało się na podstawie przepustek: jednorazowych, stałych i gospodarczych.

## Galeria

Przejście graniczne Niżne-Červený Kláštor
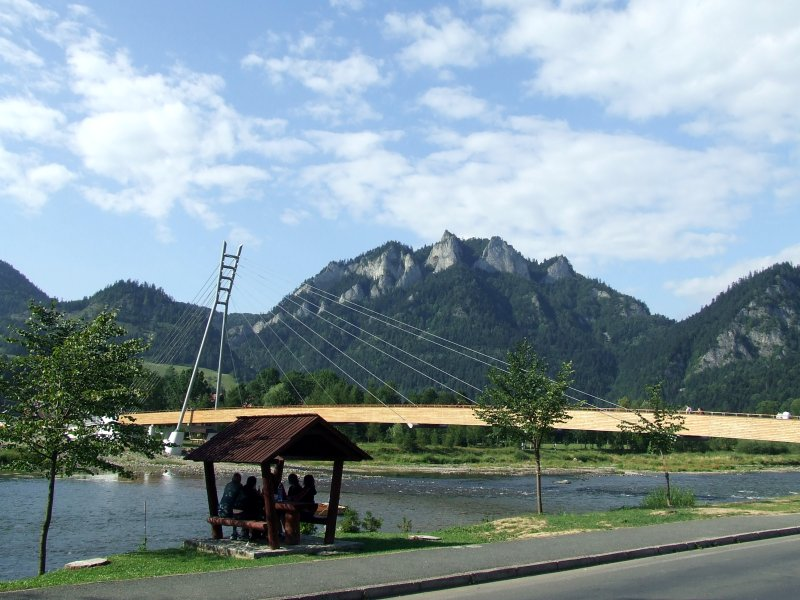
(lipiec 2007)
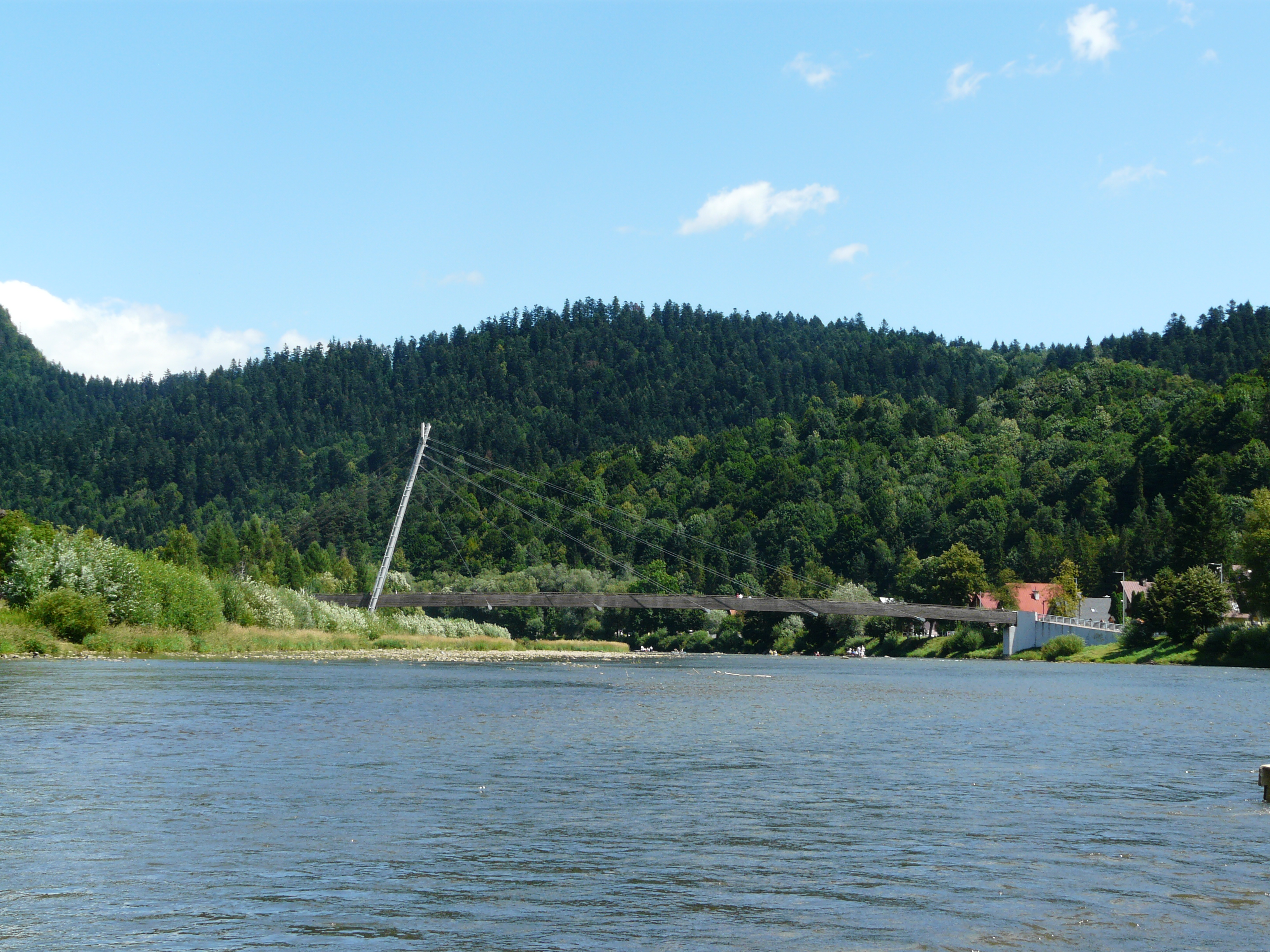
(lipiec 2015)